# Веслування на байдарках і каное на літніх Олімпійських іграх 2024 — байдарки-двійки, 500 метрів (чоловіки)
Змагання з веслування на байдарках-двійках на дистанції 500 м серед чоловіків на літніх Олімпійських іграх 2024 відбудуться 6 і 9 серпня на Національному олімпійському морському стадіоні Іль-де-Франс у Вер-сюр-Марні.

## Розклад
Вказано центральноєвропейський літній час (UTC+2)
Змагання відбуваються в два дні, по два раунди щодня.
| Дата          | Час         | Раунд                          |
| ------------- | ----------- | ------------------------------ |
| 6 серпня 2024 | 11:30 14:30 | Попередні запливи Чвертьфінали |
| 9 серпня 2024 | 11:10 13:20 | Півфінали Фінали               |

## Результати

### Попередні запливи
Система виходу далі: 1-2-ге місця до півфіналів, решта — до чвертьфіналів..

#### 1-й заплив
| Місце | Доріжка | Байдарочники                       | Країна              | Час     | Нотатки |
| ----- | ------- | ---------------------------------- | ------------------- | ------- | ------- |
| 1     | 5       | Якоб Шопф Макс Лемке               | Німеччина (GER)     | 1:28.03 | SF      |
| 2     | 4       | Жуан Рібейро Мессіаш Баптіста      | Португалія (POR)    | 1:28.10 | SF      |
| 3     | 7       | Адріан дель Ріо Маркус Купер Вальц | Іспанія (ESP)       | 1:35.26 | QF      |
| 4     | 6       | Бу Тінкай Чжан Дун                 | Китай (CHN)         | 1:36.79 | QF      |
| 5     | 3       | Гаміш Леґарт Кертіс Імрі           | Нова Зеландія (NZL) | 1:41.18 | QF      |

#### 2-й заплив
| Місце | Доріжка | Байдарочники                      | Країна          | Час     | Нотатки |
| ----- | ------- | --------------------------------- | --------------- | ------- | ------- |
| 1     | 7       | Макс Рендшмідт Том Лібшер         | Німеччина (GER) | 1:28.39 | SF      |
| 2     | 5       | Бенце Надаш Шандор Тотка          | Угорщина (HUN)  | 1:29.08 | SF      |
| 3     | 3       | Олег Кухарик Ігор Трунов          | Україна (UKR)   | 1:31.24 | QF      |
| 4     | 4       | Міндаугас Малдоніс Андрей Олійник | Литва (LTU)     | 1:31.27 | QF      |
| 5     | 6       | Йонас Екер Аарон Смолл            | США (USA)       | 1:32.01 | QF      |

#### 3-й заплив
| Місце | Доріжка | Байдарочники                         | Країна          | Час     | Нотатки |
| ----- | ------- | ------------------------------------ | --------------- | ------- | ------- |
| 1     | 4       | Якуб Степун Пшемислав Корсак         | Польща (POL)    | 1:28.84 | SF      |
| 2     | 5       | Карлос Аревало Родріго Гермаде       | Іспанія (ESP)   | 1:28.85 | SF      |
| 3     | 6       | П'єр-Люк Пулен Саймон Мак-Тавіш      | Канада (CAN)    | 1:28.91 | QF      |
| 4     | 7       | Марко Новакович Марко Драгославлєвич | Сербія (SRB)    | 1:30.71 | QF      |
| 5     | 3       | Бекарис Раматулл Сергій Токарницький | Казахстан (KAZ) | 1:38.62 | QF      |

#### 4-й заплив
| Місце | Доріжка | Байдарочники                         | Країна          | Час     | Нотатки |
| ----- | ------- | ------------------------------------ | --------------- | ------- | ------- |
| 1     | 4       | Жан ван дер Вестгейзен Томас Ґрін    | Австралія (AUS) | 1:28.59 | SF      |
| 2     | 7       | Балінт Копас Адам Варга              | Угорщина (HUN)  | 1:29.37 | SF      |
| 3     | 5       | Якуб Шпікар Данієл Гавел             | Чехія (CZE)     | 1:29.73 | QF      |
| 4     | 6       | Гаміш Лавмор Ендрю Біркетт           | ПАР (RSA)       | 1:33.25 | QF      |
| 5     | 3       | Анджело Джомбета Володимир Торубаров | Сербія (SRB)    | 1:34.22 | QF      |

### Чвертьфінали
Система виходу далі: 1-4-те місця до півфіналів, решта вибувають.

#### Чвертьфінал 1
| Місце | Доріжка | Байдарочники                         | Країна              | Час     | Нотатки |
| ----- | ------- | ------------------------------------ | ------------------- | ------- | ------- |
| 1     | 5       | Адріан дель Ріо Маркус Купер Вальц   | Іспанія (ESP)       | 1:29.12 | SF      |
| 2     | 3       | Гаміш Лавмор Ендрю Біркетт           | ПАР (RSA)           | 1:29.75 | SF      |
| 3     | 4       | П'єр-Люк Пулен Саймон Мак-Тавіш      | Канада (CAN)        | 1:30.01 | SF      |
| 4     | 7       | Гаміш Леґарт Кертіс Імрі             | Нова Зеландія (NZL) | 1:30.29 | SF      |
| 5     | 6       | Міндаугас Малдоніс Андрей Олійник    | Литва (LTU)         | 1:30.30 |         |
| 6     | 2       | Бекарис Раматулл Сергій Токарницький | Казахстан (KAZ)     | 1:37.58 |         |

#### Чвертьфінал 2
| Місце | Доріжка | Байдарочники                         | Країна        | Час     | Нотатки |
| ----- | ------- | ------------------------------------ | ------------- | ------- | ------- |
| 1     | 4       | Якуб Шпікар Данієл Гавел             | Чехія (CZE)   | 1:28.36 | SF      |
| 2     | 3       | Марко Новакович Марко Драгославлєвич | Сербія (SRB)  | 1:28.57 | SF      |
| 3     | 7       | Йонас Екер Аарон Смолл               | США (USA)     | 1:28.93 | SF      |
| 4     | 2       | Анджело Джомбета Володимир Торубаров | Сербія (SRB)  | 1:29.46 | SF      |
| 5     | 6       | Бу Тінкай Чжан Дун                   | Китай (CHN)   | 1:29.58 |         |
| 6     | 5       | Олег Кухарик Ігор Трунов             | Україна (UKR) | 1:29.68 |         |

### Півфінали
Система виходу далі: 1-4-те місця до фіналу A, решта — до фіналу B.

#### Півфінали 1
| Місце | Доріжка | Байдарочники                 | Країна              | Час     | Нотатки |
| ----- | ------- | ---------------------------- | ------------------- | ------- | ------- |
| 1     | 4       | Якоб Шопф Макс Лемке         | Німеччина (GER)     | 1:28.13 | FA      |
| 2     | 3       | Бенце Надаш Шандор Тотка     | Угорщина (HUN)      | 1:28.38 | FA      |
| 3     | 2       | Якуб Шпікар Данієл Гавел     | Чехія (CZE)         | 1:28.71 | FA      |
| 4     | 1       | Йонас Екер Аарон Смолл       | США (USA)           | 1:29.51 | FA      |
| 5     | 6       | Балінт Копас Адам Варга      | Угорщина (HUN)      | 1:29.66 | FB      |
| 6     | 7       | Гаміш Лавмор Ендрю Біркетт   | ПАР (RSA)           | 1:29.70 | FB      |
| 7     | 8       | Гаміш Леґарт Кертіс Імрі     | Нова Зеландія (NZL) | 1:30.26 | FB      |
| 8     | 5       | Якуб Степун Пшемислав Корсак | Польща (POL)        | 1:30.95 | FB      |

#### Півфінал 2
| Місце | Доріжка | Байдарочники                         | Країна           | Час     | Нотатки |
| ----- | ------- | ------------------------------------ | ---------------- | ------- | ------- |
| 1     | 5       | Жан ван дер Вестгейзен Томас Ґрін    | Австралія (AUS)  | 1:26.85 | OB, FA  |
| 2     | 2       | Адріан дель Ріо Маркус Вальц         | Іспанія (ESP)    | 1:27.24 | FA      |
| 3     | 3       | Жуан Рібейро Мессіаш Баптіста        | Португалія (POR) | 1:27.64 | FA      |
| 4     | 4       | Макс Рендшмідт Tom Liebscher-Lucz    | Німеччина (GER)  | 1:27.67 | FA      |
| 5     | 6       | Карлос Аревало Родріго Гермаде       | Іспанія (ESP)    | 1:28.49 | FB      |
| 6     | 1       | П'єр-Люк Пулен Саймон Мактевіш       | Канада (CAN)     | 1:29.01 | FB      |
| 7     | 7       | Марко Новакович Марко Драгославлєвич | Сербія (SRB)     | 1:30.20 | FB      |
| 8     | 8       | Анджело Джомбета Володимир Торубаров | Сербія (SRB)     | 1:34.65 | FB      |

### Фінали

#### Фінал A
| Місце | Доріжка | Байдарочники                      | Країна           | Час     | Нотатки |
| ----- | ------- | --------------------------------- | ---------------- | ------- | ------- |
| 1     | 5       | Якоб Шопф Макс Лемке              | Німеччина (GER)  | 1:26.87 |         |
| 2     | 3       | Бенце Надаш Шандор Тотка          | Угорщина (HUN)   | 1:27.15 |         |
| 3     | 4       | Жан ван дер Вестгейзен Томас Ґрін | Австралія (AUS)  | 1:27.29 |         |
| 4     | 6       | Адріан дель Ріо Маркус Вальц      | Іспанія (ESP)    | 1:27.38 |         |
| 5     | 8       | Макс Рендшмідт Tom Liebscher-Lucz | Німеччина (GER)  | 1:27.54 |         |
| 6     | 2       | Жуан Рібейро Мессіаш Баптіста     | Португалія (POR) | 1:27.82 |         |
| 7     | 7       | Якуб Шпікар Данієл Гавел          | Чехія (CZE)      | 1:29.29 |         |
| 8     | 1       | Йонас Екер Аарон Смолл            | США (USA)        | 1:30.02 |         |

#### Фінал B
| Місце | Доріжка | Байдарочники                         | Країна              | Час     | Нотатки |
| ----- | ------- | ------------------------------------ | ------------------- | ------- | ------- |
| 9     | 4       | Карлос Аревало Родріго Гермаде       | Іспанія (ESP)       | 1:30.08 |         |
| 10    | 6       | П'єр-Люк Пулен Саймон Мактевіш       | Канада (CAN)        | 1:30.80 |         |
| 11    | 2       | Марко Новакович Марко Драгославлєвич | Сербія (SRB)        | 1:31.50 |         |
| 12    | 3       | Гаміш Лавмор Ендрю Біркетт           | ПАР (RSA)           | 1:31.79 |         |
| 13    | 1       | Якуб Степун Пшемислав Корсак         | Польща (POL)        | 1:32.05 |         |
| 14    | 7       | Гаміш Леґарт Кертіс Імрі             | Нова Зеландія (NZL) | 1:32.09 |         |
| 15    | 5       | Балінт Копас Адам Варга              | Угорщина (HUN)      | 1:32.85 |         |
| 16    | 8       | Анджело Джомбета Володимир Торубаров | Сербія (SRB)        | 1:35.00 |         |